# David Kennedy (artiest)
David James Kennedy (Poway, 8 juli 1976) is een Amerikaans gitarist en songwriter. Hij speelt in de alternatieve-rockband Angels & Airwaves. Samen met Tom DeLonge, Atom Willard en Ryan Sinn (wie in 2007 is vervangen door oud-30 Seconds to Mars bassist Matt Wachter) heeft hij in 2005 de band opgericht.

## Biografie
David Kennedy is een jeugdvriend van Tom DeLonge, de gitarist en zanger van Blink-182 en Angels & Airwaves, en voormalig lid van Box Car Racer. De twee kwamen uit Poway in Californië en studeerden op dezelfde middelbare school. Tom DeLonge bood Kennedy aan om eind 2001 de band Box Car Racer te vormen en in 2005 Angels and Airwaves te vormen. Tijdens carrière met Angels and Airwaves is Kennedy op alle albums te horen van de band, behalve op The Dream Walker (2014). David Kennedy speelde ook in de bands Over My Dead Body en Hazen Street.